# Skoda 37 mm A7
Škoda 37 mm A7 (в немецких источниках значится как 3.7 cm Kampfwagenkanone 38(t)) — противотанковое 37-мм орудие, производившееся чешской фирмой Škoda. Состояло на вооружении Вермахта (известно, что им оснащались лёгкие танки LT vz.38).
Для него предполагались снаряды двух типов: Panzergranate 39 и Panzergranate 40. 
|                  | 100 м | 500 м | 1000 м | 1500 м |
| Panzergranate 39 | 41 мм | 35 мм | 29 мм  | 24 мм  |
| Panzergranate 40 | 64 мм | 34 мм |        |        |